# Duvpest
Duvpest är en virussjukdom som orsakas av aviärt paramyxovirus typ 1 och förekommer framför allt hos stadsduvor, tamduvor och hönsfåglar. Viruset har även observerats hos skarvar och trutar i USA, och hos andfåglar, men hos de senare utan några symptom. Om även andra arter av duvor drabbas, som ringduva och skogsduva, är oklart.
Sjukdomen yttrar sig som nervösa störningar i fågelns rörelsemönster, som vridningar av halsen, vilket orsakar rörelsesvårigheter. Duvpest är mycket smittsam mellan duvor och kan leda till döden medan många duvor som överlever infektionen istället drabbas av obotliga skador på hjärnan med rörelsesvårigheter som följd. Aggressiva varianter av viruset kan ge upphov till Newcastlesjukan hos hönsfåglar. Viruset kan även i sällsynta fall ge ögoninflammation (konjunktivit) hos människa.

## Utbredning
Viruset förekommer över globalt och sprids bland annat med fågelfoder. 

### Utbrott i Sverige
I Sverige skedde ett utbrott bland stadsduvor under 1980-talet. Sjukdomen har konstaterats hos stadsduvor i Sverige i november 2018.